# Mycalesis bicolor
Mycalesis bicolor är en fjärilsart som beskrevs av Max Bartel 1905. Mycalesis bicolor ingår i släktet Mycalesis och familjen praktfjärilar. Inga underarter finns listade i Catalogue of Life.